# Dimethyltetrachlorterephthalat
Dimethyltetrachlorterephthalat (Chlorthal-dimethyl) ist eine chemische Verbindung aus der Gruppe der Ester von  Dicarbonsäuren. Chlorthal-dimethyl ist ein Vorauflaufherbizid, welches durch Hemmung der Mikrotubuli wirkt.

## Gewinnung und Darstellung
Chlorthal-dimethyl kann durch Reaktion von Terephthalsäure mit Thionylchlorid, Chlor und Methanol gewonnen werden.

Synthese von Chlorthal

## Zulassung
Die EU-Kommission entschied 2009, es nicht in die Liste der zugelassenen Pflanzenschutzmittel-Wirkstoffe aufzunehmen. Die Abverkaufsfrist endete am 30. September 2010. In Deutschland, Österreich und der Schweiz ist kein Pflanzenschutzmittel zugelassen, das Dimethyltetrachlorterephthalat enthält. 2024 verbot die US-amerikanische Umweltschutzbehörde Environmental Protection Agency mit einer Emergency Order aufgrund von Schädigungen ungeborener Kinder durch DCPA.